# استاریه کارگالی
استاریه کارگالی (به لاتین: Staryye Kargaly) یک منطقهٔ مسکونی در روسیه است که در باشقیرستان واقع شده‌است.